# انی بیرگیت گارده
انی بیرگیت گارده (دانمارکی: Annie Birgit Garde؛ زادهٔ ۳ اکتبر ۱۹۳۳) بازیگر اهل دانمارک است. وی از سال ۱۹۵۵ میلادی تاکنون مشغول فعالیت بوده‌است.
از فیلم‌ها یا برنامه‌های تلویزیونی که وی در آن نقش داشته‌است، می‌توان به دندان‌پزشک کنار تخت، مازورکای کنار تخت، بیا کنار تخت من و ملوانان کنار تخت اشاره کرد.